# 上八木田橋
上八木田橋（かみやぎたばし）は、福島県福島市にある道路橋である。

## 概要
- 全長…154.6 m
  - 主径間…30.7 m
- 幅員…15.5 m
- 形式…5径間連続非合成鋼鈑桁橋
- 竣工…1995年（平成7年）9月
- 施工…高田機工

福島市街地西部の一級水系阿武隈川水系荒川にかかる橋であり、福島市道27号方木田茶屋下線を通す。南詰は八木田字井戸上、北詰は野田町六丁目に位置する。
都市計画道路方木田茶屋下線の第1期施工区間における主要構造物であり、1995年（平成7年）9月に開通したことで路線の暫定開通となった。5径間連続非合成鋼鈑桁橋であり、高田機工によって施工された。橋の南西側には福島市内における桜の名所として知られる荒川桜づつみ河川公園が整備されているために、橋桁はピンク色に塗装されている。上下各1車線の計2車線で運用されており、両側に広い歩道が整備されている。橋の中ほど、橋脚部の街灯が設置されている箇所にはテラスが設けられている。この橋の開通によって、福島駅西口周辺と国道115号福島西バイパスの連絡が容易になった。

## 周辺
上流側、西大橋との間に荒川水管橋が架かる。
- 荒川桜づつみ河川公園
- 川原内運動公園
- 行神社

## 隣の橋
- 荒川

（上流） - 仁井田橋 - 西大橋 - 上八木田橋 - 八木田橋 - あづま橋 - （下流）